# Oscar Fantasy
Oscar Fantasy è stata una collana editoriale di tascabili di narrativa fantasy pubblicata da Arnoldo Mondadori Editore dal 1989 al 1993, per un totale di 32 uscite. 

## Storia editoriale
Già nota per la pubblicazione di narrativa poliziesca tramite il periodico Il Giallo Mondadori (1929-in corso), Arnoldo Mondadori Editore fu fra le prime case editrici a importare in Italia la fantascienza anglofona, fondando nel 1952 l'effimera rivista di racconti Urania e la ben più duratura collana di romanzi tascabili I Romanzi di Urania, la quale divenne una presenza fissa nelle edicole italiane (con cadenza variabilmente quindicinale o settimanale) e fu affiancata nel 1971 dalla collana "figlia" di volumi antologici Urania Millemondi. Nel 1965 Mondadori aveva inoltre lanciato sul mercato la collana di romanzi tascabili Oscar Mondadori, la prima proposta del suo genere ad apparire in libreria, e pur focalizzandola sulla narrativa realistica contemporanea vi aveva voluto includere anche un nucleo di opere fantascientifiche d'alto prestigio letterario, fra cui i capisaldi del genere distopico Fahrenheit 451 di Ray Bradbury (Oscar 78, 1966), La fattoria degli animali  e 1984 di George Orwell (Oscar 102 e 454, 1967 e 1973) e il volume doppio Il mondo nuovo / Ritorno al mondo nuovo di Aldous Huxley (Oscar 319, 1971), nonché i due capolavori della fantascienza dura Cronache marziane sempre di Ray Bradbury (Oscar 181, 1968) e Io, Robot di Isaac Asimov (Oscar 434, 1973). Nello stesso periodo apparvero negli Oscar anche diversi testi riconducibili alle forme narrative del gotico, del realismo magico o del fantasy contemporaneo: Il deserto dei Tartari e La boutique del mistero di Dino Buzzati (Oscar 48 e 171, 1966 e 1968), La pietra lunare di Tommaso Landolfi (Oscar 147, 1968), Il mago di William Somerset Maugham (Oscar 149, 1968) e Manoscritto trovato a Saragozza di Jan Potocki (Oscar L 64, 1972). 
I primi anni Settanta coincisero con un importante sdoganamento in Italia della letteratura fantastica, lentamente uscita dal circuito "di consumo" dei tascabili da edicola ed entrata nelle librerie grazie a editori specializzati quali La Tribuna e Libra e successivamente Nord e Fanucci, pertanto Mondadori decise di irrobustire l'offerta di genere entro il proprio catalogo: nel 1973 venne istituita entro il catalogo degli Oscar l'etichetta degli Oscar Fantascienza, che nel 1979 fu trasformata una sotto-collana con propria numerazione e nel 1989 in una collana pienamente autonoma. Nel corso di questi sedici anni Mondadori continuò a includere occasionali testi fantastici negli Oscar generalisti, ad esempio le ristampe dei volumi di racconti di Dino Buzzati, le raccolte personali Finzioni di Jorge Luis Borges (Oscar L 169, 1974), La babbuina e altre storie di Giovanni Arpino (Oscar 1001, 1979) e I misteri di padre Purcell di Joseph Sheridan Le Fanu (Oscar 436, 1987), i romanzi La giumenta verde di Marcel Aymé (Oscar 1254, 1980) e L'estate incantata di Ray Bradbury (Oscar 1836, 1985), e le antologie monografiche Racconti fantastici del '900 a cura di Giuseppe Lippi (2 voll., Oscar 1984 e 1985, 1987) e Racconti fantastici nella Russia dell'ottocento a cura di Giovanna Spendel (Oscar 2020, 1988); in più, fra 1980 e 1985 apparvero in  Oscar Fantascienza la raccolta personale Shambleau di Catherine Lucille Moore (Oscar Fantascienza 37 [1570], 1982), una grande maestra del fantastico di epoca pulp, e cinque tomi di testi heroic fantasy con protagonista il personaggio di dominio pubblico Conan il cimmero. Questo piano editoriale di diversificazione del catalogo culminò fra giugno 1988 e gennaio 1989, con l'affiancamento a Urania del periodico gemello Urania Fantasy e l'apertura delle collane Oscar Fantasy e Oscar Horror. 
Fin da subito Oscar Fantasy ebbe una doppia anima. Inizialmente la collana proponeva in italiano capolavori afferenti a tutte le "scuole" del fantasy anglofono, dalla tradizione mitopoietica britannica di Lord Dunsany e T. H. White al gusto statunitense per la commedia e il macabro espresso da James Branch Cabell e Charles G. Finney, passando per le opere pulp di Abraham Merritt e per la sperimentazione New Wave di Michael Moorcock e Philip José Farmer; si noti a questo proposito che la ristampa in quattro volumi del ciclo originale di Conan il cimmero fu la prima edizione italiana a proporre solo i racconti autentici di Robert E. Howard, l'effettivo creatore del personaggio, senza i test apocrifi aggiunti alla saga dai curatori Lyon Sprague de Camp e Lin Carter, e a disporre i materiali nell'ordine di prima edizione, non secondo la cronologia interna ipotizzata da de Camp stesso (con l'unica concessione di pubblicare per ultimo l'unico romanzo del ciclo, che è oggettivamente la conclusione della saga). Al contempo il progetto doveva ospitare anche le ristampe in brossura della celebre saga high fantasy di Shannara, le cui prime edizioni cartonate apparivano negli Omnibus Mondadori, e al ciclo di Shannara vennero presto affiancate anche altre riedizioni, che fra 1991 e 1992 finirono per rappresentare la totalità del catalogo: nello specifico le Cronache di Thomas Covenant e la saga di Kane erano già state pubblicate da Mondadori stessa rispettivamente nella Biblioteca di Fantasy e in Urania Fantasy, mentre i diritti sui romanzi di Dragonlance (tie-in del gioco di ruolo Dungeons & Dragons) erano passati a Mondadori dalla concorrente Armenia. 
Oscar Fantasy venne chiusa nell'autunno 1993 con l'uscita del trentaduesimo volume, indicato erroneamente come trentatreesimo (per ragioni ignote il conteggio era saltato dall'uscita 26 direttamente alla 28): la ristampa in brossura delle saghe di Kane, dei Mitago e delle Tre Spade rimase quindi incompiuta, mentre i cicli di Dragonlance e di Shannara furono proseguiti sulle linee generaliste Oscar Bestseller e Oscar Narrativa; perché Mondadori ri-istituisse delle collane Oscar dedicate alla narrativa fantastica si dovette attendere altri vent'anni, con il lancio di Oscar Draghi (2014-) e Oscar Fantastica (2016-).
A livello tipografico, tutti i volumi di Oscar Fantasy furono rilegati in brossura; i numeri da 1 a 22 (eccettuato il 20) presentavano la foliazione tascabile di 184x110 mm tipica di tutta la famiglia Oscar, mentre i numeri 20 e da 23 a 33 passarono a un formato più grande di 197x125 mm; tale cambiamento coincise con la pubblicazione delle ultime prime edizioni e il passaggio della collana alle sole ristampe. Anche le copertine della collana adottarono nel corso degli anni quattro diversi impianti grafici:
- I numeri da 1 a 12 (eccettuate le uscite 4, 6 e 10) presentavano titolo e autore in cima alla copertina e in fondo alla copertina la dicitura "Oscar Mondadori. Fantasy" in lettere fucsia e bianche su sfondo verde, analoga allo logo in lettere azzurre e nere su sfondo argentato adottato da Oscar Fantascienza a partire dal 1986.
- I numeri 4, 6 e 10 (ristampe della saga di Shannara) presentavano titolo e autore racchiusi in un cartiglio a forma di pergamena e il logo degli Oscar generali nell'angolo inferiore destro, imitando la grafica delle prime edizioni statunitensi.
- I numeri da 13 a 19 e le uscite 21 e 22 racchiudevano il titolo (ma non l'autore) nel cartiglio a pergamena mutuato dalle copertine di Shannara e recavano in fondo alla copertina il titoletto "Oscar Fantasy Mondadori", analogo a quello utilizzato da Oscar Fantascienza fra 1973 e 1986.
- Il numero 20 e le uscite da 23 a 33 stampavano il titoletto "Oscar Fantasy Mondadori" in caratteri gialli su sfondo fucsia e il titolo iscritto nel cartiglio a pergamena tornò a caratterizzare solo le ristampe della saga di Shannara (numeri 24, 30 e 32).

## Elenco delle uscite
| Numero | Autore                        | Titolo                            | Note | Anno           | ISBN       |
| ------ | ----------------------------- | --------------------------------- | --- | -------------- | ---------- |
| 1      | Robert E. Howard              | L'era di Conan                    | Primo volume del ciclo di Conan il cimmero, raccoglie cinque racconti pubblicati fra 1932 e 1933. | Gennaio 1989   | 8804319852 |
| 2      | Philip José Farmer            | Opar, la città immortale          | Primo romanzo della dilogia di Opar, ambientata nell'universo di Tarzan. | Aprile 1989    | 8804320451 |
| 3      | Lord Dunsany                  | Demoni, uomini e dei              | Antologia allestita postuma da Everett F. Bleiler, raccoglie ventitré racconti autoconclusivi, cinque racconti del ciclo di Joseph Jonkers e diciannove racconti del ciclo di Pegana (quattordici dei quali sono presentati come capitoli di un unico racconto lungo). | Luglio 1989    | 8804325976 |
| 4      | Terry Brooks                  | La canzone di Shannara            | Terzo romanzo del Ciclo di Shannara. | Ottobre 1989   | 8804326387 |
| 5      | Terence Hanbury White         | Re in eterno                      | Edizione in volume unico del romanzo Re in Eterno, in origine diviso in quattro parti: 1. La spada nella roccia 2. La regina dell'aria e delle tenebre 3. Il Cavaliere Malfatto 4. La candela nel vento                                                                | Ottobre 1989   | 8804326670 |
| 6      | Terry Brooks                  | La spada di Shannara              | Primo romanzo del Ciclo di Shannara. | Maggio 1989    | 8804370203 |
| 7      | Robert E. Howard              | L'ira di Conan                    | Secondo volume del ciclo di Conan il cimmero, comprende il romanzo breve Il cerchio nero e sette racconti, pubblicati fra 1933 e 1935. | Febbraio 1990  | 8804330945 |
| 8      | Philip José Farmer            | Fuga a Opar                       | Secondo romanzo della dilogia di Opar, ambientata nell'universo di Tarzan. | Marzo 1990     | 8804331593 |
| 9      | James Branch Cabell           | Don Manuel di Poictesme           | Secondo romanzo in ordine cronologico della Biografia di Don Manuel. | Maggio 1990    | 880433424X |
| 10     | Terry Brooks                  | Le pietre magiche di Shannara     | Secondo romanzo del Ciclo di Shannara. | Gennaio 1990   | 8804369418 |
| 11     | Charles G. Finney             | La città perversa                 | Omnibus di due romanzi autoconclusivi: - La città perversa - Il mago venuto dalla Manciuria. | Settembre 1990 | 8804337699 |
| 12     | Michael Moorcock              | Le cronache di Corum              | Omnibus della seconda trilogia del Principe Corum entro il macro-ciclo del Campione Eterno: 1. Il Toro e la Lancia 2. La Quercia e l'Ariete 3. La Spada e lo Stallone                                                                                                  | Ottobre 1990   | 8804340592 |
| 13     | Abraham Merritt               | La donna volpe e altre storie     | Raccolta di nove racconti. | Gennaio 1991   | 8804342765 |
| 14     | Fletcher Pratt                | Il pozzo dell'unicorno            | La traduzione italiana taglia arbitrariamente le illustrazioni commissionate dall'autore per il testo originale. | Marzo 1991     | 8804343583 |
| 15     | Robert E. Howard              | L'urlo di Conan                   | Terzo volume del ciclo di Conan il cimmero, comprende i romanzi brevi Al di là del Fiume Nero, Chiodi rossi e Il tesoro di Tranicos e quattro racconti, pubblicati fra 1935 e 1969.                                                                                    | Aprile 1991    | 8804347228 |
| 16     | Stephen R. Donaldson          | La conquista dello Scettro        | Primo romanzo delle Cronache di Thomas Covenant l'incredulo. | Agosto 1991    | 8804348224 |
| 17     | Stephen R. Donaldson          | La guerra dei Giganti             | Secondo romanzo delle Cronache di Thomas Covenant l'incredulo. | Ottobre 1991   | 8804353368 |
| 18     | James Branch Cabell           | Jurgen                            | Settimo romanzo in ordine cronologico della Biografia di Don Manuel. | Gennaio 1992   | 8804354402 |
| 19     | Stephen R. Donaldson          | L'assedio della Rocca             | Terzo romanzo delle Cronache di Thomas Covenant l'incredulo. | Aprile 1992    | 8804358718 |
| 20     | Karl Edward Wagner            | Le trame dell'oscurità            | Primo romanzo del ciclo di Kane. | Settembre 1992 | 8804364114 |
| 21     | Robert Holdstock              | La foresta dei Mitago             | Primo romanzo della Saga dei Mitago. | Giugno 1992    | 8804361360 |
| 22     | Robert E. Howard              | L'ora di Conan                    | Romanzo, quarto volume del ciclo di Conan il cimmero. | Luglio 1992    | 8804361514 |
| 23     | Terry Brooks                  | Gli eredi di Shannara             | Primo romanzo della tetralogia degli Eredi di Shannara. | Maggio 1993    | 8804359218 |
| 24     | Margaret Weis e Tracy Hickman | I draghi del crepuscolo d'autunno | Primo romanzo delle Cronache di Dragonlance. | Ottobre 1992   | 8804364858 |
| 25     | Margaret Weis e Tracy Hickman | I draghi della notte d'inverno    | Secondo romanzo delle Cronache di Dragonlance. | Gennaio 1993   | 8804366591 |
| 26     | Karl Edward Wagner            | Il guerriero dell'anello          | Secondo romanzo del ciclo di Kane. | Gennaio 1993   | 8804366788 |
| 28     | Margaret Weis e Tracy Hickman | I draghi dell'alba di primavera   | Terzo romanzo delle Cronache di Dragonlance. | Aprile 1993    | 8804370653 |
| 29     | Tad Williams                  | Il trono del drago                | Primo romanzo della Trilogia delle Tre Spade. | Maggio 1993    | 8804373652 |
| 30     | Terry Brooks                  | Il druido di Shannara             | Secondo romanzo della tetralogia degli Eredi di Shannara. | Giugno 1993    | 8804373768 |
| 31     | Margaret Weis e Tracy Hickman | Il destino dei gemelli            | Primo romanzo delle Leggende di Dragonlance. | Luglio 1993    | 8804373962 |
| 32     | Terry Brooks                  | La regina degli elfi di Shannara  | Terzo romanzo della tetralogia degli Eredi di Shannara. | Settembre 1993 | 8804376066 |
| 33     | Margaret Weis e Tracy Hickman | La guerra dei gemelli             | Secondo romanzo delle Leggende di Dragonlance. | Ottobre 1993   | 8804376198 |